# Roncus tribunus
Espèce
Roncus tribunus est une espèce de pseudoscorpions de la famille des Neobisiidae.

## Distribution
Cette espèce est endémique de Bosnie-Herzégovine. Elle se rencontre à Kremeni Do dans la grotte Jama Bezdan.

## Description
Les femelles mesurent de 3,375 à 3,55 mm.

## Publication originale
- Ćurčić, Rađa, Dimitrijević, Ćurčić, Ćurčić & Makarov, 2014 : On two new cave species of Pseudoscorpions (Neobisiidae, Pseudoscorpiones) from Herzegovina and Dalmatia. Archives of Biological Sciences, vol. 66, no 1, p. 377-384.